# Monticello (Indiana)
La ville de Monticello (en anglais [mɒntɪˈsɛloʊ]) est le siège du comté de White, située dans l'Indiana, aux États-Unis. Sa population s’élevait à 5 378 habitants lors du recensement de 2010. 

## «Super Outbreak»
Monticello est connue comme étant le lieu de départ de la tornade ayant eu la plus longue trajectoire lors de l'éruption de tornades dite du « Super Outbreak » le 3 avril 1974. Il s'agissait d'une tornade de force F4 sur l'échelle de Fujita.

## Personnalité liée à la ville
DJ Ashba, (1972-), guitariste des Sixx:A.M. et des Guns N' Roses.